# Yucca gloriosa
Espèce
Classification phylogénétique
Yucca gloriosa, ou Yucca superbe, aussi communément appelé Yucca, est une espèce d'arbuste cespiteux xérophyte de la famille des Asparagaceae originaire du Sud Est des États-Unis.

## Distribution

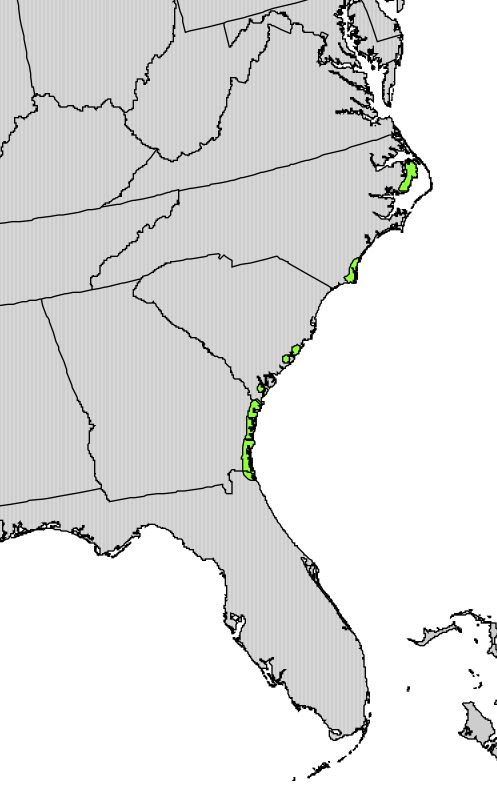
distribution naturelle.

Yucca gloriosa pousse spontanément sur les dunes côtières de Géorgie, de Floride, du Mississippi et de Louisiane.
Elle est naturalisée en France dans les zones côtières sableuses du sud-ouest.

## Description
Y. gloriosa est un arbuste au feuillage persistant. La plante peut atteindre une hauteur de plus de 5 m. Il est caulescent, généralement avec plusieurs tiges provenant de la base et un épaississement de la base des spécimens adultes. Ses racines sont rhizomateuses.
Les longues feuilles étroites, droites et très rigides mesurent de 30-50 cm de long et 2-3,5 cm de large. Elles sont vert bleuté à bords entiers, lisses, parfois finement dentelées, acuminées, avec une épine terminale brune et piquante.
Le yucca se développe pendant de nombreuses années sans tige florale avant de former à l'automne une hampe qui donne des panicules allant jusqu'à 2,5 m de long portant des fleurs blanches parfumées en forme de cloche, parfois teintées de pourpre ou rouge. Ces fleurs ont un diamètre d'environ 2 à 3,5 cm. Les six pétales blanc crème à verdâtre mesurent de 2 à 2,5 cm de long et de large et sont globuleux. Les six étamines mesurent environ 0,6 cm de long. Les fleurs sont pollinisées par certaines espèces de teignes du yucca (prodoxus). Afin d'assurer la mise à fruits dans les cultures, une pollinisation manuelle est recommandée. Les fruits coriaces ont six nervures, 5-8 cm de long et 2,5 cm de large. Les graines noires épaisses ont un diamètre de 5 à 10 mm.
Les vieilles plantes se ramifient et forment des amas de plusieurs rosettes de feuilles. Yucca gloriosa a une croissance relativement lente.

## Culture

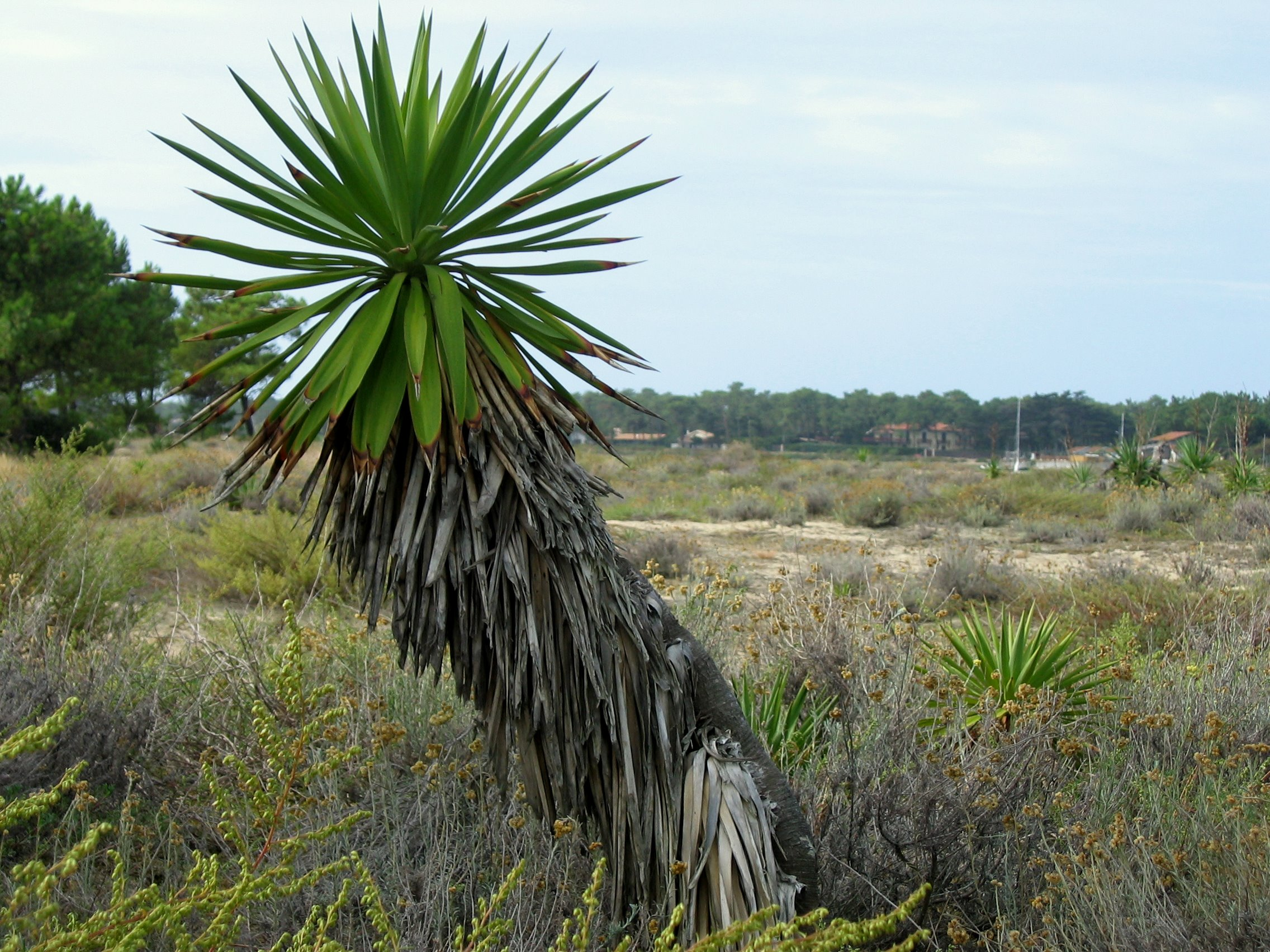
Yucca gloriosa au Cap Ferret.

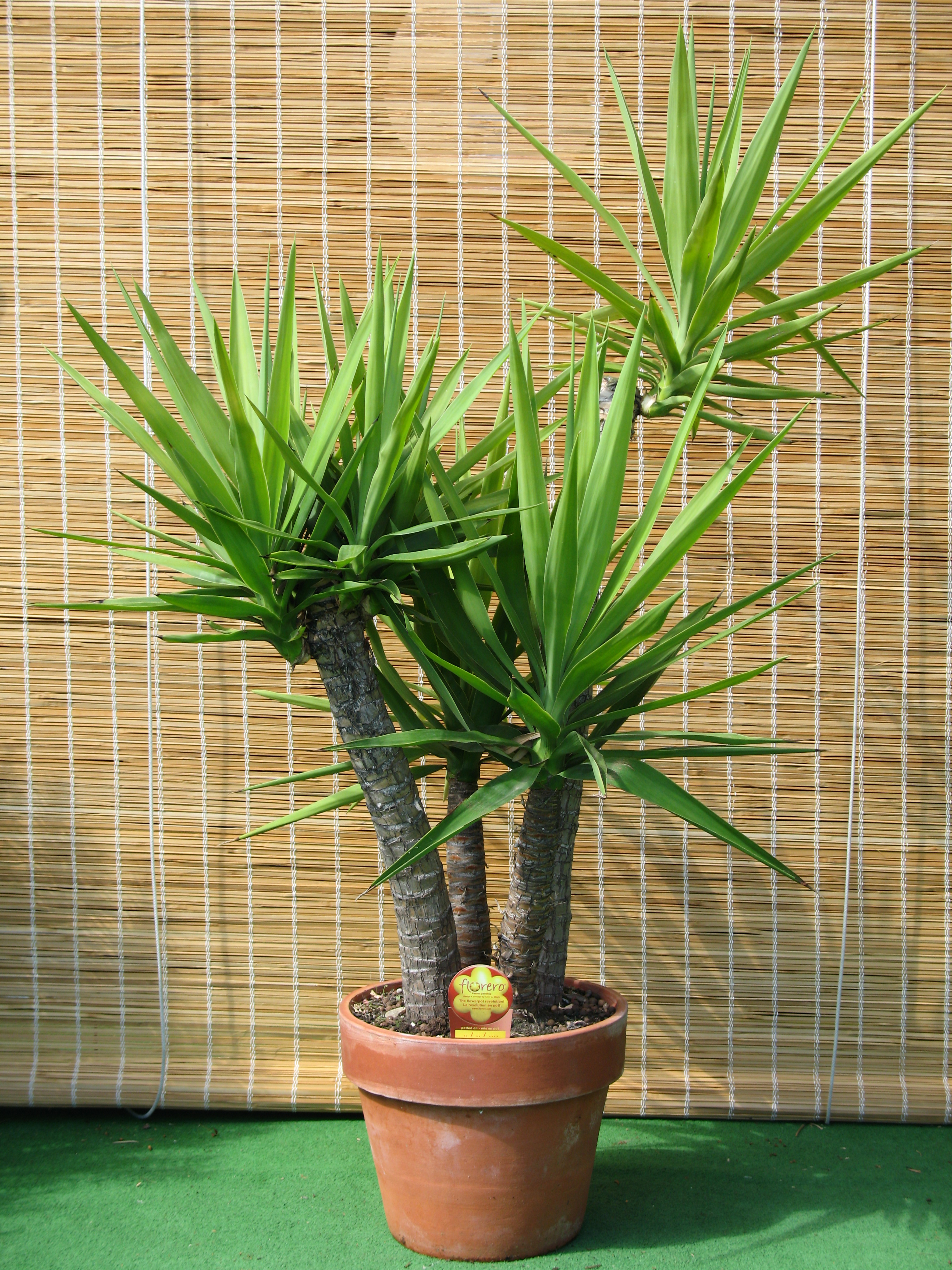
Yucca gloriosa en pot de terre-cuite.

La plante est largement cultivée en climats tempérés et subtropicaux. Elle est très rustique et supporte des températures allant jusqu'à -20 °C (Zone USDA 7 à 10). Elle peut supporter une couverture prolongée de neige ou de gel. La partie souterraine de la plante est encore plus résistante au froid que la partie aérienne. Cependant, ces plantes xérophytes ne sont pas recommandées pour les zones à forte pluviométrie car elles supportent mal une humidité permanente.
Dans un environnement domestique, la plante a des besoins moyens en eau et peu d'entretien est nécessaire en dehors de l'enlèvement des feuilles mortes une fois par an. La plante Y. gloriosa et le cultivar 'Variegata' ont tous deux gagné le "Award of Garden Merit" de la Royal Horticultural Society.

## Multiplication
Pour multiplier la plante, il suffit de couper une tête avec un morceau de tronc sur un vieux sujet, de laisser sécher la blessure, puis de replanter directement dans le sol. On peut aussi procéder par semis. Il faudra alors patienter 5 ans pour voir la plante fleurir.

## Formes et variétés
Dans les collections en Europe et à l'étranger, il existe de nombreuses formes et hybrides (Sprenger, Förster) des 18e et 19e siècles. Les noms suivants ont été utilisés dans la flore de jardin européennes pour les plantes d'origine incertaine.
| - Yucca gloriosa var. minor Carr. - Yucca gloriosa var. obliqua Baker - Yucca gloriosa f. obliqua (Harworth)Voss - Yucca gloriosa f. acuminata (Sweet)Voss - Yucca gloriosa f. pruinosa (Baker)Voss - Yucca gloriosa f. tortulata (Baker)Voss - Yucca gloriosa' var. medio-striata Planchon - Yucca gloriosa var. robusta Carr. - Yucca gloriosa var. nobilis Carr. - Yucca gloriosa f. planifolia Engelmann | - Yucca gloriosa var. plicata Engelmann - Yucca gloriosa var. genuina Engelmann - Yucca gloriosa var. flexilis Trelease - Yucca gloriosa var. plicata Carr. - Yucca gloriosa var. superba Baker - Yucca gloriosa var. longifolia Carr. - Yucca gloriosa var. muculata Carr. |

## Utilisation

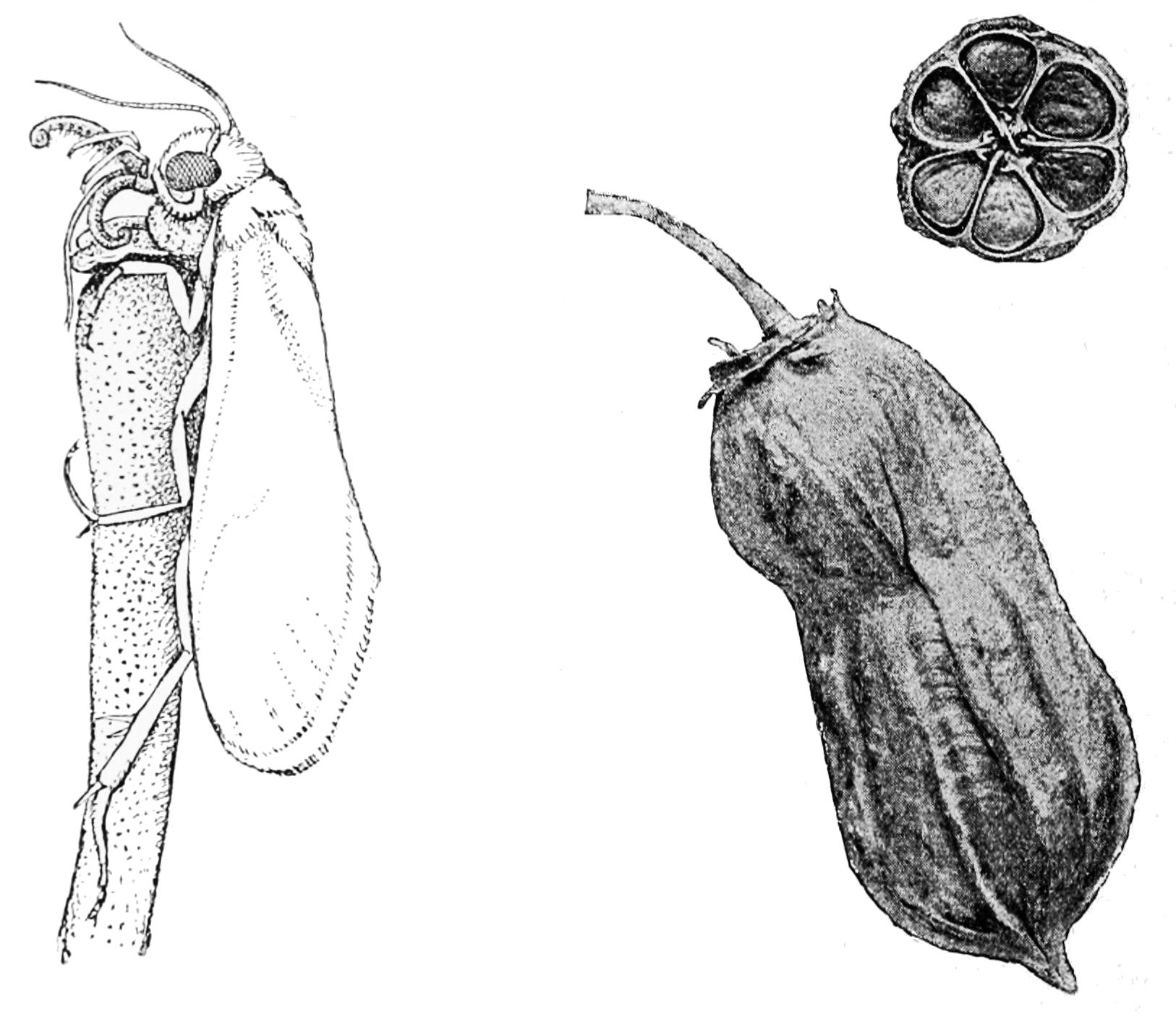
Pronura yuccasella et fruit de Yucca gloriosa.

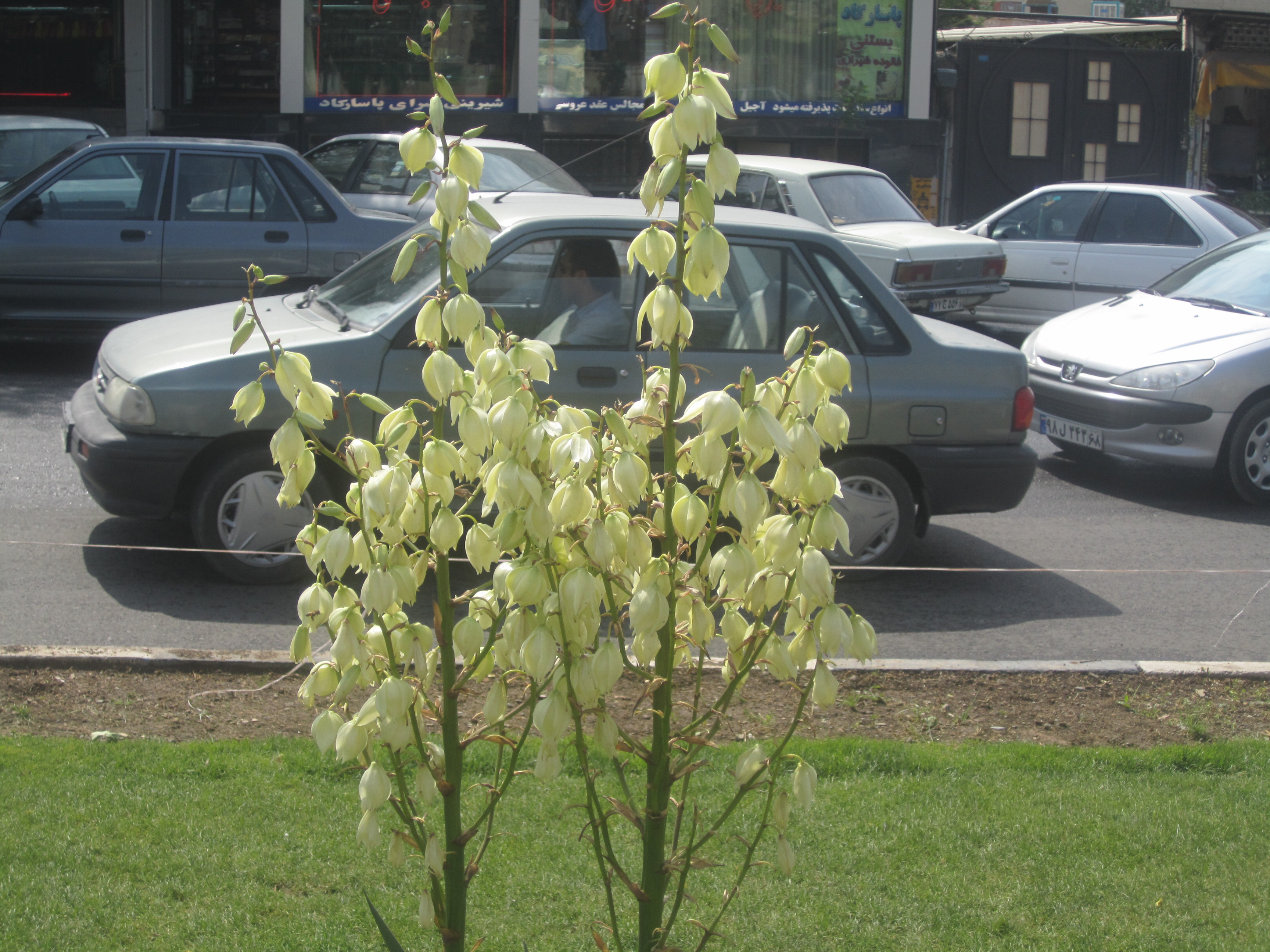
Yucca gloriosa comme plante ornementale dans un square à Karaj.

Elle est appréciée comme plante ornementale (intérieure ou extérieure) car elle constitue un point focal architectural intéressant mais ne doit pas être placée dans une zone de passage afin d'éviter de se piquer avec les pointes des feuilles.
Les fruits sont consommés crus ou cuits. Les jeunes inflorescences sont consommées comme des asperges cuites après les avoir pelées.
Les racines contenant des saponines sont consommées cuites. Les racines peuvent être utilisés en raison de leurs saponines, comme substituts de savon.
Les fibres obtenues à partir des feuilles, sont utilisés pour produire des vêtements, des cordes, des nattes et des paniers.

## Propriétés
Yucca gloriosa peut causer des irritations de la peau ou des allergies de contact. Les pointes des feuilles sont assez pointues pour percer la peau.
La hampe et les graines sont comestibles mais le reste de la plante est toxique pour les mammifères (homme, chat, chien). Ses effets sont graves et provoquent vomissements, salivation exacerbée, diarrhée, paralysie voire coma.

## Peinture
Le peintre Antoine Chazal (1793-1854) a peint un Yucca gloriosa dans le parc du château de Louis-Philippe à Neuilly : Paris, musée du Louvre, Le Yucca gloriosa, huile sur toile, 1845, 0,65 × 0,54, tableau loué par Baudelaire.